# 김택환 (방송인)
김택환(1936년 4월 27일 ~ 2002년 10월 26일)은 대한민국의 기자 겸 방송인이다. 1936년 4월 27일에 제주도에서 태어났고, 서울대학교 법학과를 졸업을 한 후 1962년 서울중앙방송국 기자로 입사하여 주로 기자 생활을 하였다. 입사 이래 40년 동안 활동을 하다가 2002년 10월 26일에 심장병으로 사망하였다. 또, 1980년에는 신군부에 의해 강제해직을 입힌 적이 있었다.

## 학력
- 세화초등학교
- 전주북중학교
- 전주고등학교
- 서울대학교 법학과

## 경력
- 1962년 : 서울중앙방송국 기자
- 1964년 : 동아일보 기자, 동양방송 기자
- 1973년 : 제9회 국회의원
- 1989년 : 방송통신위원회 방송심의위원

## 방송
- 1962년 : KBS 1TV - 《KBS 뉴스 9》

## 선거
- 1973년 : 제9대 국회의원 신민당
- 1981년 : 제11대 국회의원 민주한국당
- 1996년 : 제15대 국회의원 무소속